# Aeschynanthus mollis
Aeschynanthus mollis är en tvåhjärtbladig växtart som beskrevs av Rudolf Schlechter. Aeschynanthus mollis ingår i släktet Aeschynanthus och familjen Gesneriaceae. Inga underarter finns listade i Catalogue of Life.